# Wiesbaden

Logo de la ville.

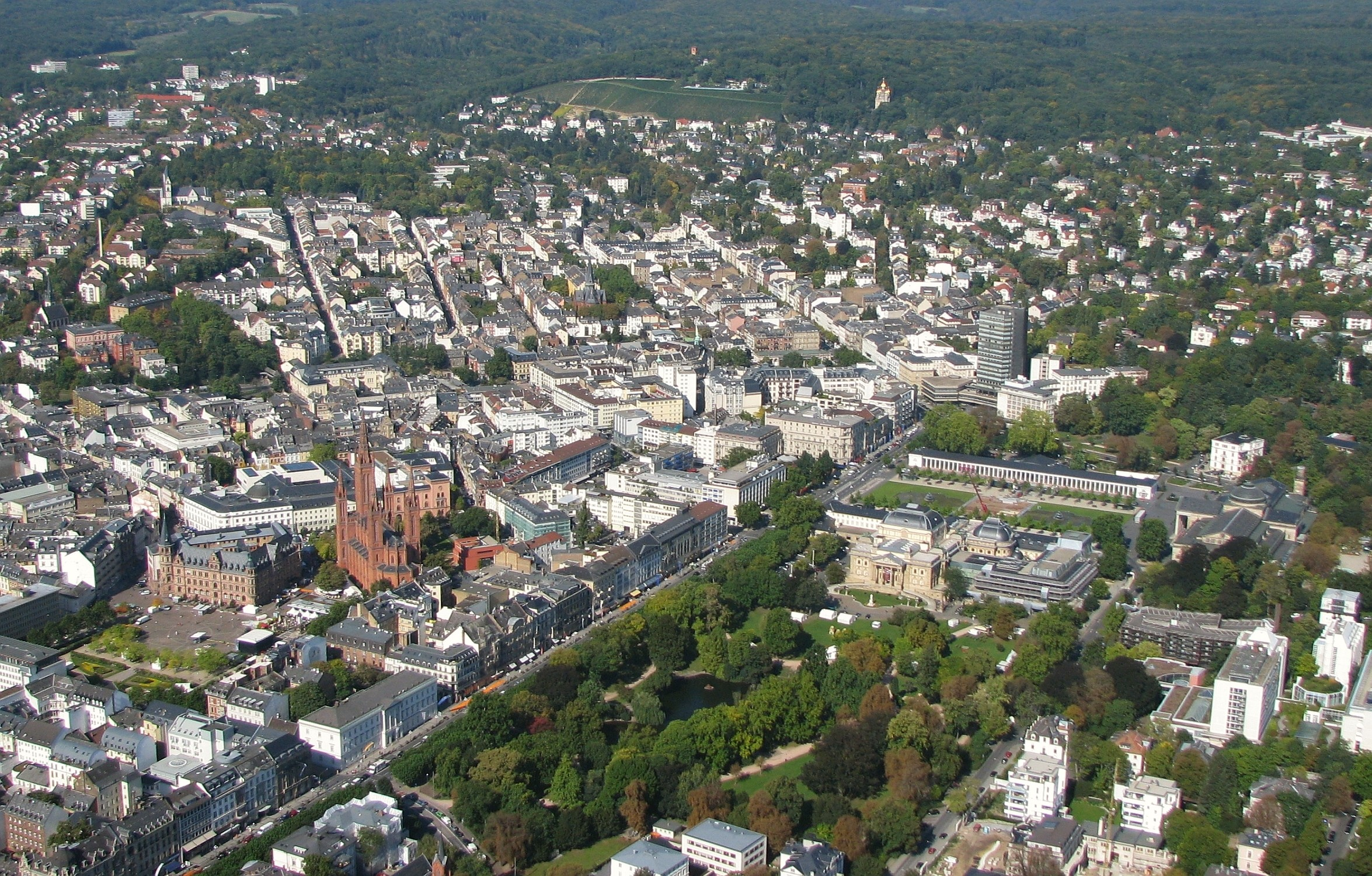
Vue aérienne de la ville.

Wiesbaden (/ˈviːsˌbaːdn̩/) est une ville allemande, capitale et seconde plus grande ville de la Hesse, après Francfort-sur-le-Main.
C'est une des plus anciennes villes thermales d’Europe. Elle possède vingt-six sources d'eau chaude (46 à 66 °C) et une source d'eau froide.
Surnommée la « Nice du Nord » car elle bénéficie d'un des climats les plus doux d'Allemagne, Wiesbaden compte parmi les villes centrales de la région Rhin-Main. Sa population a dépassé les 100 000 habitants dès 1905. Aujourd'hui elle est d'environ 280 000 habitants.
Wiesbaden est la 2e ville la plus riche de Hesse et une des villes les plus riches d'Allemagne, avec un PIB par habitant de 77 499 euros.

## Toponymie
L'adaptation Visbade est attestée en langue française par Jean-Nicolas Buache en 1772.
Wiesbaden est parfois surnommée la « Nice du Nord » pour son climat et son architecture.

## Géographie

### Situation et site
Wiesbaden, la plus grande ville de la région Rheingau, se trouve sur la rive droite du Rhin et fait face à Mayence (la capitale de Land de Rhénanie-Palatinat).
L'altitude du centre-ville (place du château : Schloßplatz) est de 115 mètres. Le point culminant se trouve à 608 mètres d'altitude, il s'agit du Rheinhöhenweg. Le point le moins élevé de la ville se trouve à 83 mètres, il s'agit du port (Schierstein).
La ville a une superficie de 204 km2 : 17,6 km du nord au sud et 19,7 km d'ouest en est. Au nord de la ville se trouve une zone boisée (27,4 % de la superficie). À l'est on trouvera des vignobles et à l'ouest des surfaces cultivées (31,1 % de la superficie). Wiesbaden se situe à la limite de la région Rheingau, c'est pourquoi elle est quelquefois désignée comme Tor zum Rheingau (Porte du Rheingau).

### Climat
Wiesbaden possède un climat doux car elle est protégée au nord par le Taunus, une montagne moyenne. Pour cette raison, Wiesbaden est une des villes les plus chaudes d'Allemagne. La température annuelle moyenne de la ville est de 9,5 °C. La pluviométrie annuelle est de 622 litres par mètre carré. La durée annuelle moyenne d'ensoleillement est de 1 565 heures.
Cette ville connaît de violents orages notamment durant la période automnale.
| Mois                              | jan. | fév. | mars | avril | mai  | juin | jui. | août | sep. | oct. | nov. | déc. | année |
| --------------------------------- | ---- | ---- | ---- | ----- | ---- | ---- | ---- | ---- | ---- | ---- | ---- | ---- | ----- |
| Température minimale moyenne (°C) | −1   | −1   | 2    | 5     | 9    | 12   | 14   | 14   | 11   | 7    | 3    | 1    | 6,3   |
| Température moyenne (°C)          | 1    | 2,2  | 5,5  | 9,4   | 13,8 | 17   | 18,6 | 18   | 14,6 | 10   | 4,9  | 2,1  | 9,8   |
| Température maximale moyenne (°C) | 4    | 6    | 11   | 15    | 20   | 23   | 25   | 25   | 20   | 14   | 8    | 5    | 14,7  |
| Précipitations (mm)               | 48   | 41   | 46   | 41    | 55   | 68   | 66   | 63   | 49   | 49   | 57   | 55   | 638   |

## Physionomie de la ville
La physionomie de la ville a subi trois influences majeures :
1. La majorité des bâtiments du centre-ville a été construite durant une période de soixante ans comprise entre 1850 et la Première Guerre mondiale. Deux architectes ont été responsables de ce projet : Christian Zais au début et Felix August Helfgott Genzmer à la fin du XIXe siècle ;
2. Durant cette période Wiesbaden a attiré beaucoup de riches invités qui ont investi leur argent pour se construire des maisons d'apparat représentatives de leur fortune ;
3. Le centre-ville de Wiesbaden a été relativement épargné par les bombardements pendant la Seconde Guerre mondiale (30 % de la ville a été détruit).

Tout ceci a pour conséquence que le centre-ville possède une unité architecturale. Les styles représentés sont le classicisme, l'historicisme et le jugendstil. À la fin du XIXe siècle, des zones d'habitation ont été construites et agrémentées avec des luxueuses allées et façades (comme le Rheingauviertel, Feldherrnviertel, Dichterviertel et l'environnement du Ring). Aujourd'hui, Wiesbaden est considérée comme la ville modèle en ce qui concerne l'historicisme.

## Histoire
| Appartenances historiques Comté de Nassau 1170-1232 Saint-Empire (Ville libre) 1232-1270 Comté de Nassau 1270-1355 Comté de Nassau-Wiesbaden-Idstein 1355-1480 Comté de Nassau-Wiesbaden 1480-1509 Comté de Nassau-Wiesbaden-Idstein 1509-1605 Nassau-Weilbourg 1605-1629 Nassau-Idstein 1629-1721 Comté de Nassau-Ottweiler 1721-1728 Nassau-Usingen 1728-1806 Duché de Nassau 1806-1866 Royaume de Prusse (Province de Hesse-Nassau) 1866-1918 Empire allemand 1871-1918 République de Weimar 1918-1933 Reich allemand 1933-1945 Allemagne de l'Ouest 1949–1990 Allemagne 1990-présent |

### Antiquité
Les Romains connaissaient déjà l'existence des sources d'eau chaude. Ils construisirent un camp fortifié entre 6 et 15 apr. J.-C. à l'endroit correspondant au centre-ville d'aujourd'hui. La colonie romaine construite sur cet emplacement fut nommée Aquae Mattiacorum ("les eaux des Mattiaques", les Mattiaques étant une branche du peuple chattien). Les sources de la ville ont été décrites pour la première fois en 77 apr. J.-C. dans un livre de Pline l'Ancien, L’Histoire naturelle.

### Moyen Âge
Éginhard, le biographe de Charlemagne, évoque dans les années 828-830 pour la première fois le nom de Wisibada (das Bad in den Wiesen - bain dans les prairies). Autour de 1170, les comtes de Nassau vont acquérir des biens impériaux dans et autour de la ville actuelle de Wiesbaden. En 1232, Wiesbaden devient une ville d'Empire (Reichsstadt). Il semble que cela soit la raison qui pousse l'archevêque de Mayence Siegfried III von Eppstein à ordonner la destruction de la ville.
Le roi Adolphe de Nassau fonde l'abbaye de Klarenthal en 1296. La ville est assiégée en 1318 par les troupes du roi Louis de Bavière. L'abbaye et ses environs sont pillés et saccagés.

### Époque moderne

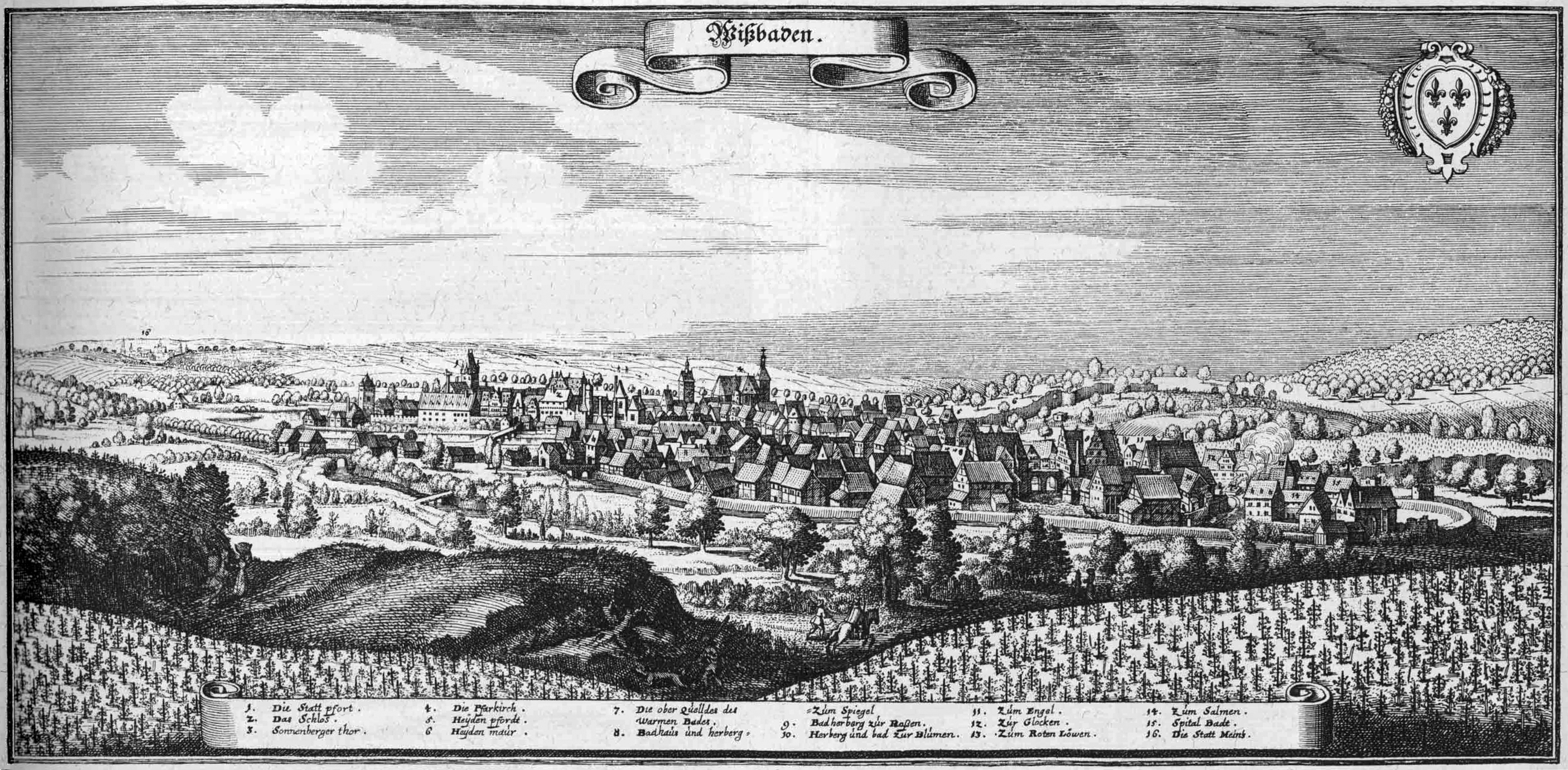
Représentation de Wiesbaden au XVIIe siècle (1655).

Entre 1524 et 1526, pendant la révolte des Rustauds (Bauernkrieg), les habitants de Wiesbaden se soulèvent et sont défaits : ils perdent alors l'ensemble de leurs privilèges. Ces privilèges leur seront réattribués en 1566. La réforme protestante entre en vigueur avec la nomination de Wolf Denthener comme pasteur évangélique-luthérien en 1543.

### Époque contemporaine

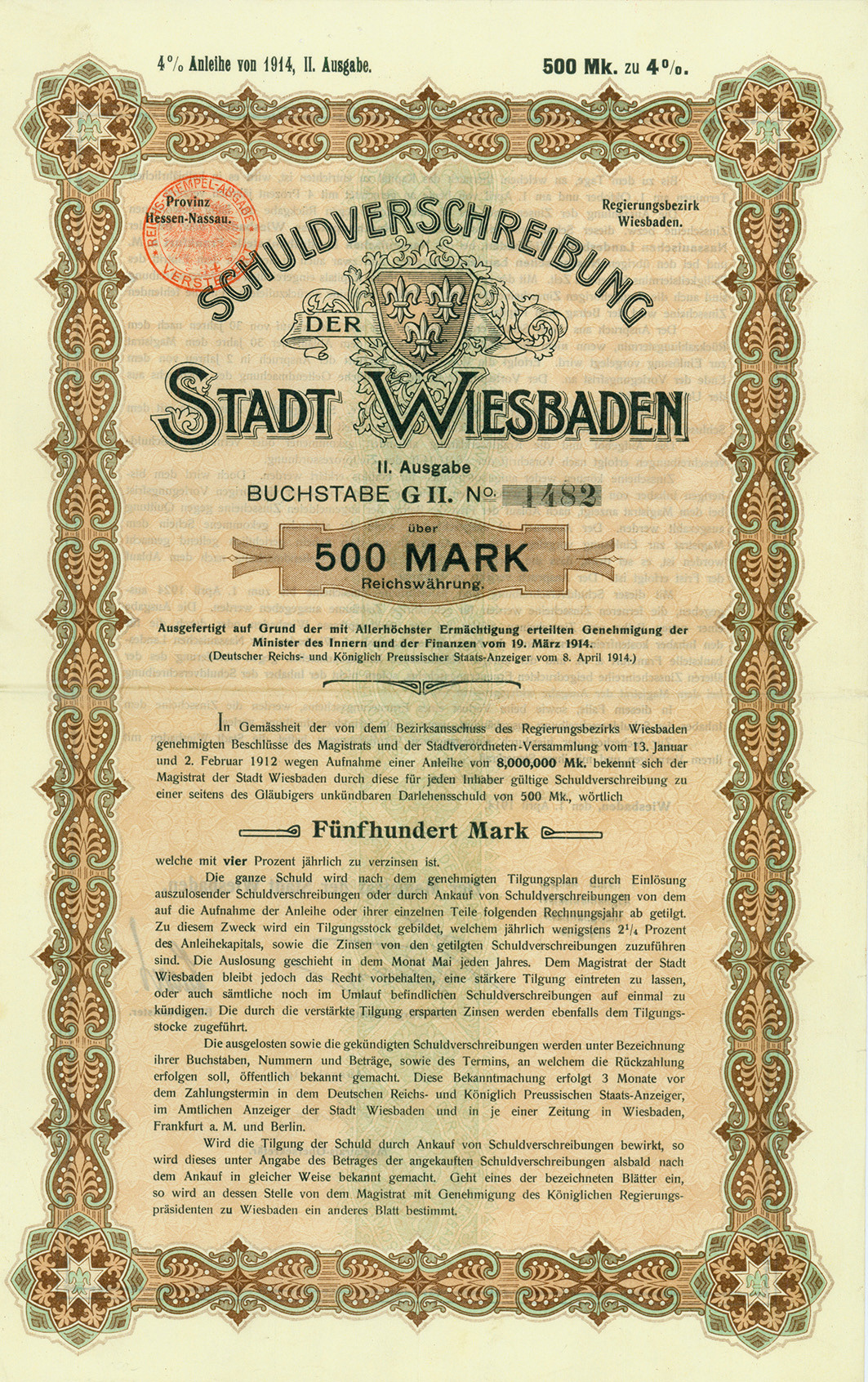
Obligation de Wiesbaden en date du 1er avril 1914 avec le blason.

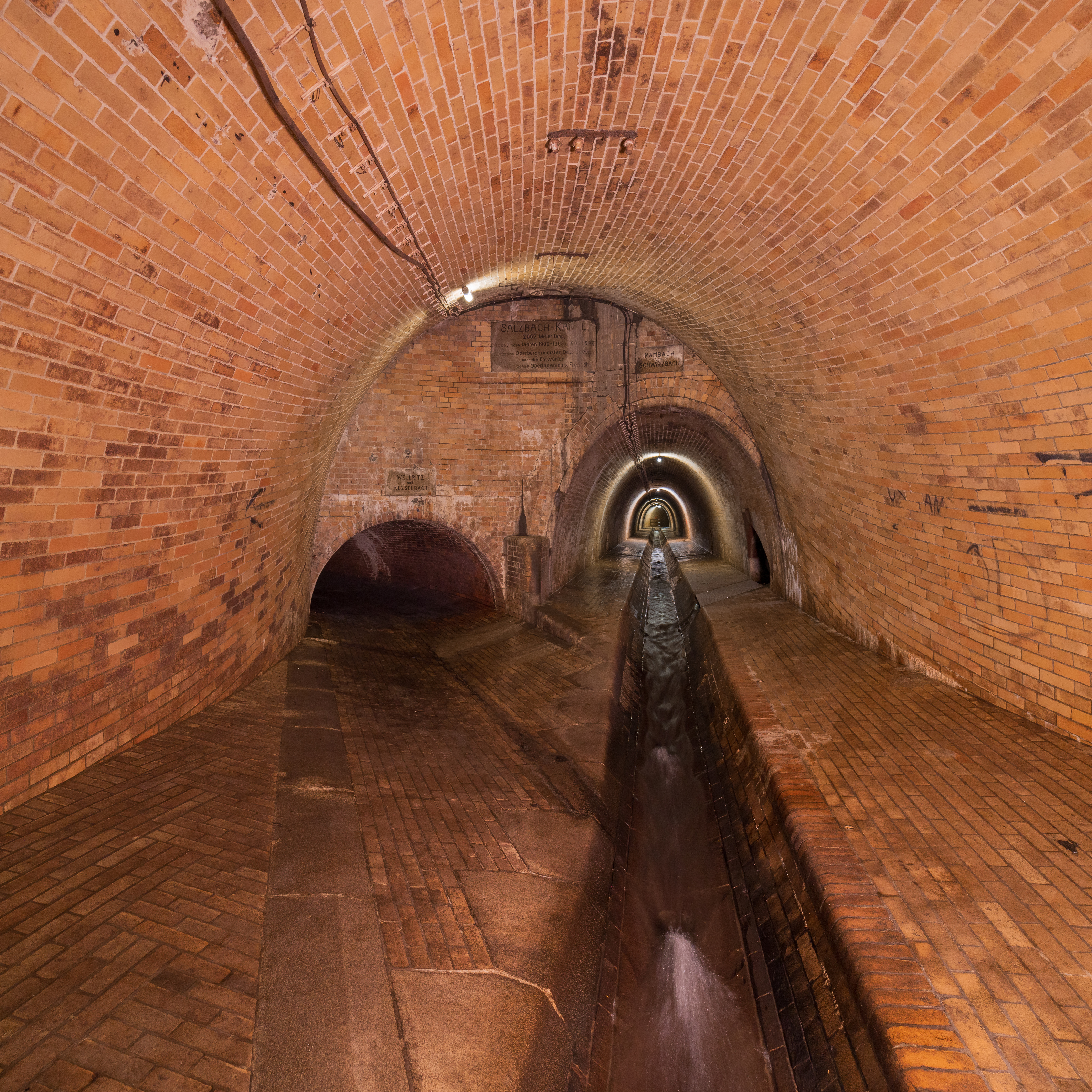
Le canal de la Salzbach, sous la Wilhelmstrasse à Wiesbaden, au point de jonction avec le canal Wellritzbach. Juillet 2022.

En 1816, la ville devient le siège du gouvernement du nouveau duché de Nassau. C'est à cette période que Wiesbaden connut un bel essor se traduisant par l'aménagement des routes et du quartier des bains construit par Christian Zais. En 1866, à la suite de la guerre austro-prussienne, le duché est annexé par le royaume de Prusse. Wiesbaden devient une ville prussienne.
Au lendemain de la Première Guerre mondiale, les armées françaises, britanniques, belges et américaines occupent la Rhénanie selon l'application du Traité de Versailles. Wiesbaden accueille le 30e corps d'armée du général Mordacq de 1920 à 1925. Les troupes françaises, dans le cadre de la politique d'apaisement qui donnera lieu à la Seconde Guerre mondiale, quitteront l'ensemble de la Rhénanie le 30 juin 1930, avant que le réarmement et la remilitarisation ne vienne faire péricliter les aspirations européennes vers la paix.
Durant la Seconde Guerre mondiale, la Commission allemande d'armistice (souvent appelée Commission d'armistice de Wiesbaden) chargée de faire appliquer la convention d'armistice du 22 juin 1940 y siégera.

### Héraldique
Le blason de la ville montre, tout comme le drapeau de la ville, trois lys d'or (deux en haut, un en bas) sur un fond bleu. Les fleurs, appelées en héraldique Fleur de lys, apparaissent pour la première fois dans le sceau de la ville au XVIe siècle et semblent être d'origine française. La forme actuelle du blason a été officiellement créée en 1906.

### Les arrondissements de Wiesbaden
La ville est divisée en 26 arrondissements. On distingue les arrondissements intérieurs (Innere Bezirke) et les arrondissements extérieurs (Äußere Bezirke). Les cinq arrondissements intérieurs (Mitte, Westend, Rheingauviertel, Nordost et Südost) constituent approximativement le centre-ville. Les 21 arrondissements extérieurs sont situés autour du centre-ville.

Les 26 arrondissements de Wiesbaden.

## Politique

### Liste des bourgmestres de la ville
Helmut Müller est le bourgmestre de Wiesbaden de 2007 à 2013. Il appartient à l'Union démocrate chrétienne (CDU), qui gouverne avec le Parti social-démocrate (SPD). A partir de 2013, le bourgmestre de la ville est Sven Gerich (SPD), à qui succède Gert-Uwe Mende en 2019. 

### Jumelages
La ville de Wiesbaden est jumelée avec :
- Klagenfurt (Autriche) depuis le 30 juin 1930
- Montreux (Suisse) depuis le 7 octobre 1953
- Berlin (Allemagne) depuis le 23 avril 1964 (avec le quartier Friedrichshain-Kreuzberg)
- Gand (Belgique) depuis le 4 septembre 1969
- Fondettes (France) depuis le 15 mai 1975
- Ljubljana (Slovénie) depuis le 30 mars 1977
- Kfar Saba (Israël) depuis le 16 septembre 1981
- Saint-Sébastien (Espagne) depuis le 15 juin 1981
- Wrocław (Pologne) depuis le 30 novembre 1987
- Tunbridge Wells (Angleterre) depuis le 22 avril 1989
- Görlitz (Allemagne) depuis le 1er juillet 1990
- Ocotal (Nicaragua) depuis le 16 mai 1990
- Glaris (Suisse) depuis le 11 janvier 2009
- Fatih (Istanbul) (Turquie) depuis le 18 septembre 2012

### Présence militaire américaine
Wiesbaden abrite une base militaire américaine en Europe, qui est le quartier général de la United States Army Europe and Africa, situé dans la Lucius D. Clay Kaserne. 

## Population et société

### Démographie

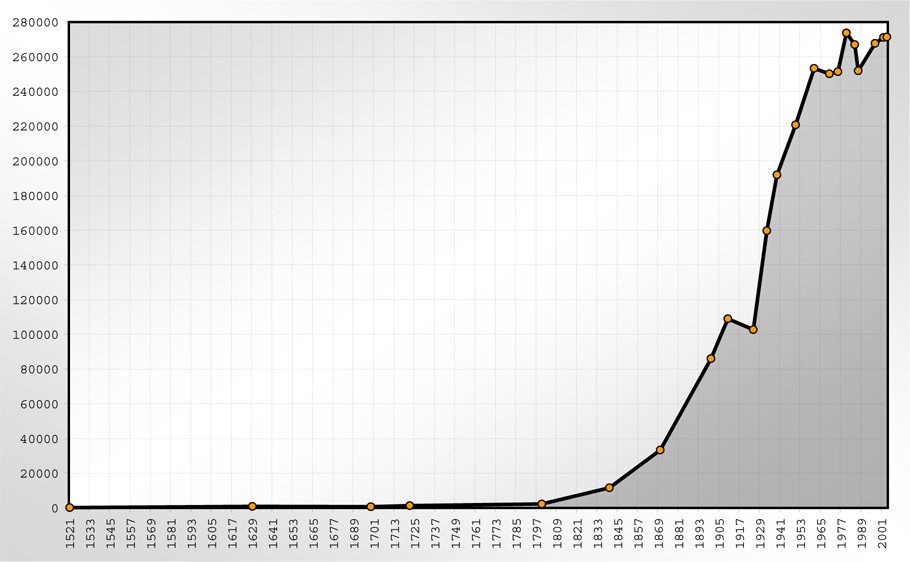
Évolution de la population de Wiesbaden.

Wiesbaden, avec environ 275 000 habitants, est la deuxième ville de Hesse, derrière Francfort, et la vingt-troisième en Allemagne.
En 2011, 16,8 % de la population n'a pas la nationalité allemande. En 2012, Les principaux groupes de ressortissants étrangers sont les Turcs (10 073), les Italiens (3 868), les Polonais (4 103), les Grecs (2 657), les Serbes (2 030) suivis par les immigrants du Maroc, du Portugal, de la Roumanie, des États-Unis et de la Bulgarie. 20 421 des étrangers proviennent de l'Union européenne.

### Emploi
En 2011, 174 000 personnes exerçaient un emploi à Wiesbaden. Le secteur des services employait plus de 70 % d'entre eux, l'industrie, 16 % et le commerce de détail 14 %. En 2010, environ 69 000 personnes ne résidaient pas à Wiesbaden et se déplaçaient tous les jours pour rejoindre leur lieu de travail. En avril 2013, il y avait 10 917 chômeurs enregistrés à Wiesbaden, donnant à la ville un taux de chômage de 7,7 %.

### Édifices religieux

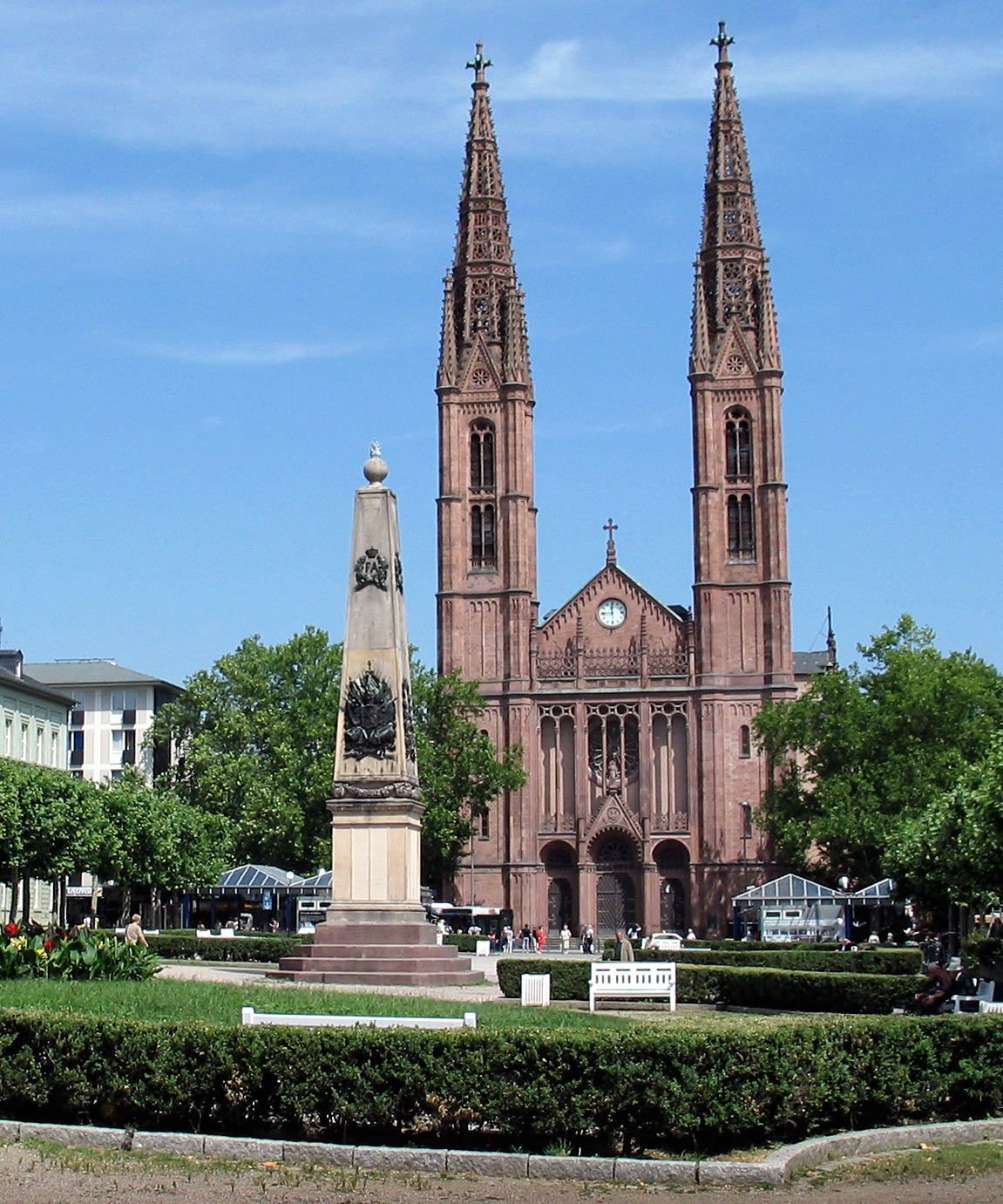
L'église Saint-Boniface sur la place Louise (Luisenplatz).

- La petite église anglicane Saint-Augustin de Cantorbéry (de), néogothique (1863)
- L'église Saint-Boniface, néogothique, église catholique la plus grande de la ville (1844-1849)
- L'église Saint-Christophe (de), petite église protestante rococo (1752-1754)
- L'église catholique Sainte-Élisabeth (de) (1936)
- L'église russe Sainte-Élisabeth, construite par le duc Adolphe de Nassau après la mort de son épouse Élisabeth, grande duchesse russe (1855)
- L'Église Luther, Jugendstil (1908-1910)
- L'église de la Marktkirche, église évangélique néo-gothique, église protestante la plus grande de la ville (1853-1862)
- L'église Notre-Dame-du-Bon-Secours (de), église catholique néo-romane (1893-1895)
- L'église d'Orange (de) (Oranier-Gedächtniskirche), église évangélique du quartier de Biebrich (1902-1905)
- L'église vieille-catholique de la Paix (Friedenskirche) (1898-1900)
- L'église du Ring, église protestante néo-romane (1892-1894)
- L'église du Saint-Esprit (de), église évangélique du quartier de Biebrich (1960)
- L'église de la Trinité (de), église catholique néo-romane (1910-1912)
- L'église saint-Jean (de), église catholique du quartier de Rambach
- la grande synagogue libérale détruite pendant la nuit de Cristal en 1938
- La mosquée centrale de Wiesbaden

## Sport

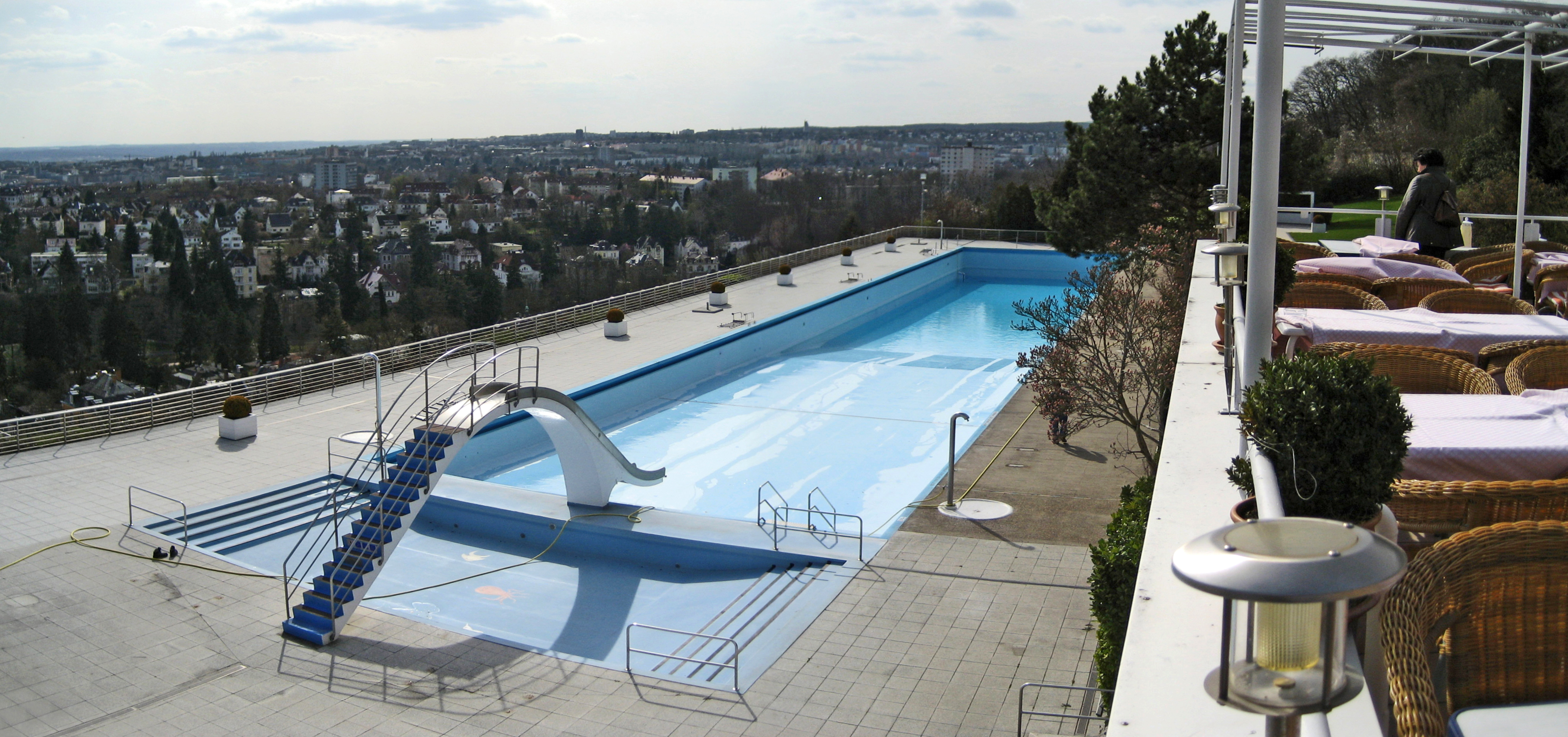
L'Opelbad, piscine située sur le Neroberg.

### Football
Le SV Wehen Wiesbaden est le principal club de football de la ville. Le club évolue à la BRITA-Arena. L'autre club de la ville, le SV Wiesbaden, évolue en Hessenliga au Helmut-Schön-Sportpark.

### Autres sports
Le 1. VC Wiesbaden est le club de volley-ball féminin de la ville et joue au Championnat d'Allemagne de volley-ball féminin. Le club évolue à la Sporthalle Am 2. Ring. Enfin, les Wiesbaden Phantoms (GFL) est un club allemand de football américain basé à Wiesbaden.

## Économie

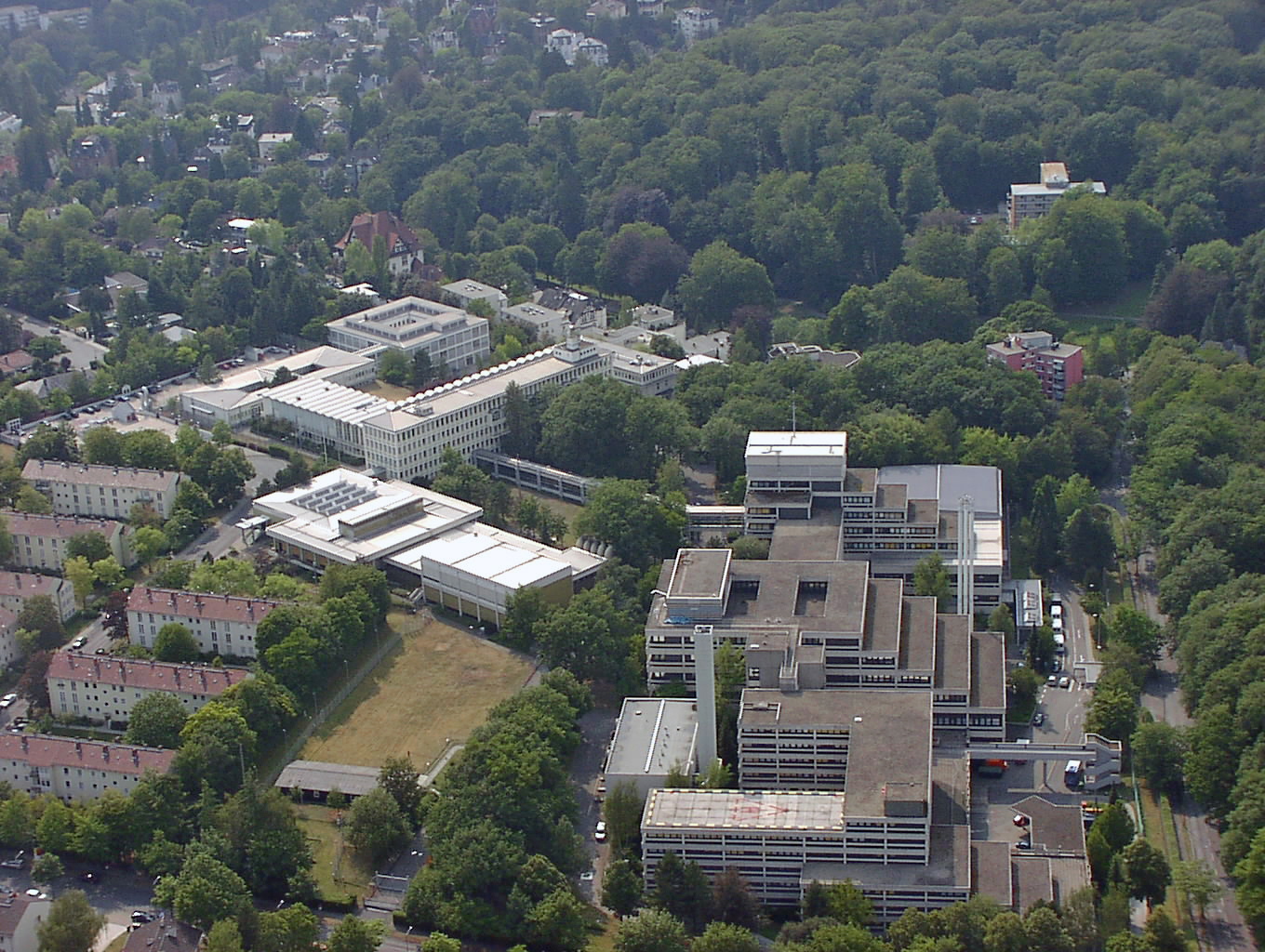
L'office fédéral de police criminelle (Bundeskriminalamt).

Wiesbaden fait partie de la région Rhin-Main. Elle est avant tout une ville de services, du fait de son statut administratif. La part du secteur manufacturier a continuellement diminué au cours des dernières décennies. Il représente désormais un poids économique d'un peu moins d'un tiers pour Wiesbaden. Le secteur tertiaire représenté par les administrations du Land est important à cause des sièges de ces administrations qui se trouvent à Wiesbaden : l'Office fédéral de police criminelle, l'Office régional de police criminelle de Hesse, l'Office fédéral des statistiques (Statistisches Bundesamt), l'Institut national des statistiques du Land de Hesse, etc. En outre, Wiesbaden est le siège de nombre d'organisations, comme la Karl-Bräuer-Institut, de la Fédération des contribuables et de la Société pour la langue allemande.
Le tourisme, en particulier thermal (les eaux sont recommandées pour les affections rhumatismales), et la tenue de congrès et de séminaires représentent une part non négligeable de la vie économique, mais non déterminante.
Au total, environ 12 000 entreprises artisanales ont leur siège à Wiesbaden, y compris de grandes entreprises comme Abbott, CSC Ploenzke AG, Dow Chemical, Dyckerhoff (district Amöneburg), Ferrari, Kion (district Kostheim) et R+V Versicherung.
En outre, la région de Wiesbaden abrite le plus grand nombre de producteurs de vins mousseux d'Allemagne.

## Transports

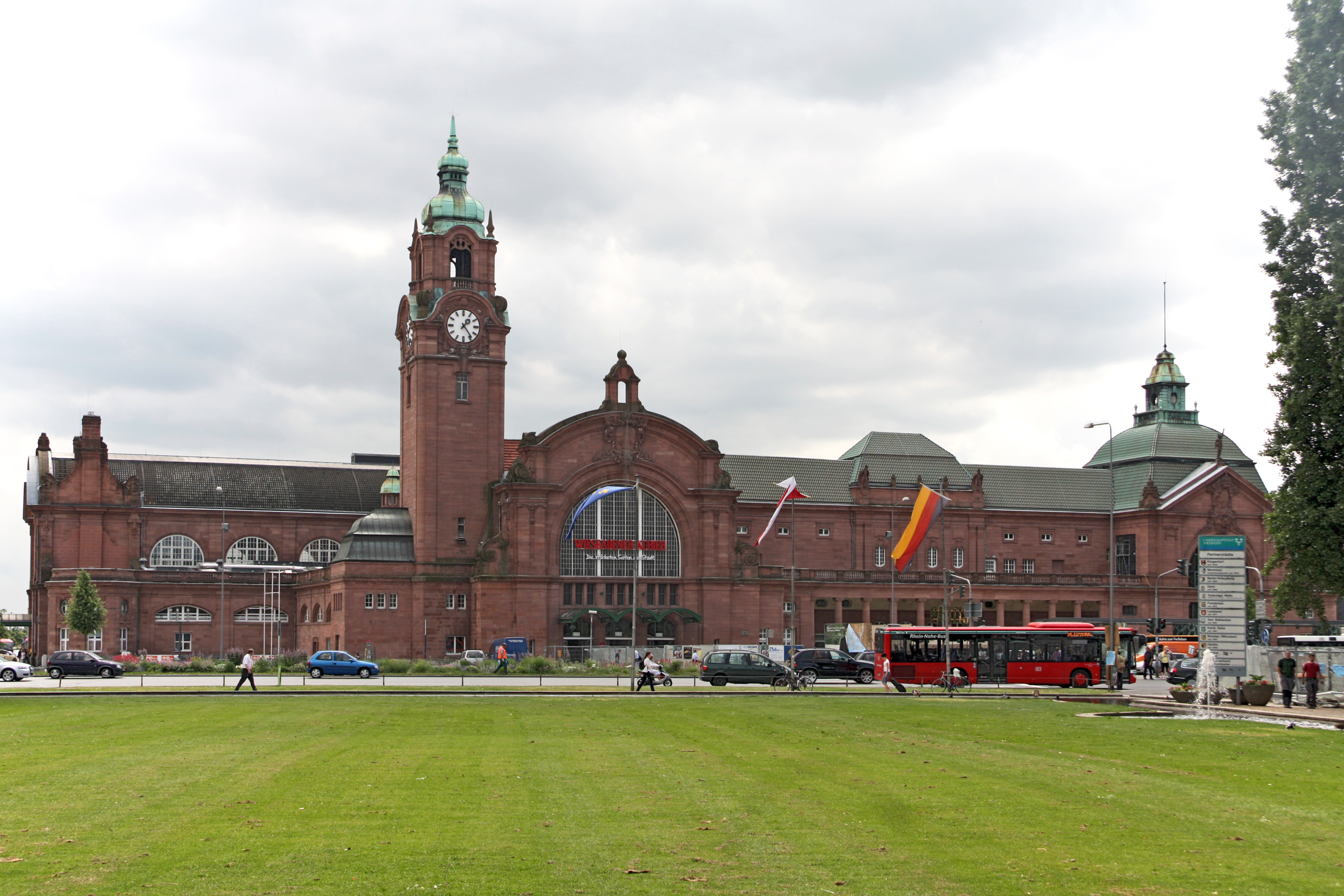
La gare centrale de Wiesbaden.

La ville de Wiesbaden est très bien desservie par le réseau de transport allemand. Le sud de la ville, dans la zone ouest-est en direction de l'autoroute A 66 en direction du Rheingau est à Francfort-sur-le-Main. De leurs embranchements en direction du sud vers l'autoroute A 643 en direction de Mayence et le sud-est de l'A 671 à Hochheim am Main. À l'est, par l'autoroute A 3 en direction de Frankfurter Kreuz près de Cologne. Les routes fédérales traversant le territoire de la ville sont la B 54, la B 262, la B 263, la B 417 et la B 455.
Les transports publics locaux de passagers utilisent les autobus de la ESWE, ainsi que d'autres pour le compte de la circulation ESWE entreprises. Wiesbaden a été la première ville allemande à exploiter de manière intensive son réseau de tramways et d'autobus.
La gare centrale de Wiesbaden a été ouverte en 1906 au sud du centre-ville et a remplacé la gare Ludwigsbahnhof, la gare Rheinbahnhof et la gare Taunusbahnhof. Dix autres gares sont en service dans les quartiers de la ville. Wiesbaden est reliée au réseau S-Bahn Rhin-Main. La gare centrale est le terminus des lignes S1, S8 et S9 du S-Bahn en provenance de Francfort-sur-le-Main/Offenbach-sur-le-Main/Hanau. En outre, la ligne de droite du Rhin mène de Wiesbaden à Coblence via Rüdesheim ainsi que le Ländchesbahn via les faubourgs d'Erbenheim, Igstadt et Auringen/Medenbach jusqu'à Niedernhausen avec une correspondance pour Limbourg-sur-la-Lahn. Depuis l'achèvement de la ligne rapide Cologne-Rhin/Main en 2002, Wiesbaden est reliée au réseau ICE. En dehors de la gare centrale, il existe encore les gares de voyageurs et les arrêts d'Auringen-Medenbach, Biebrich, Erbenheim, Igstadt, Cassel, Wiesbaden Ost et Schierstein.

## Culture et patrimoine

### Lieux et monuments

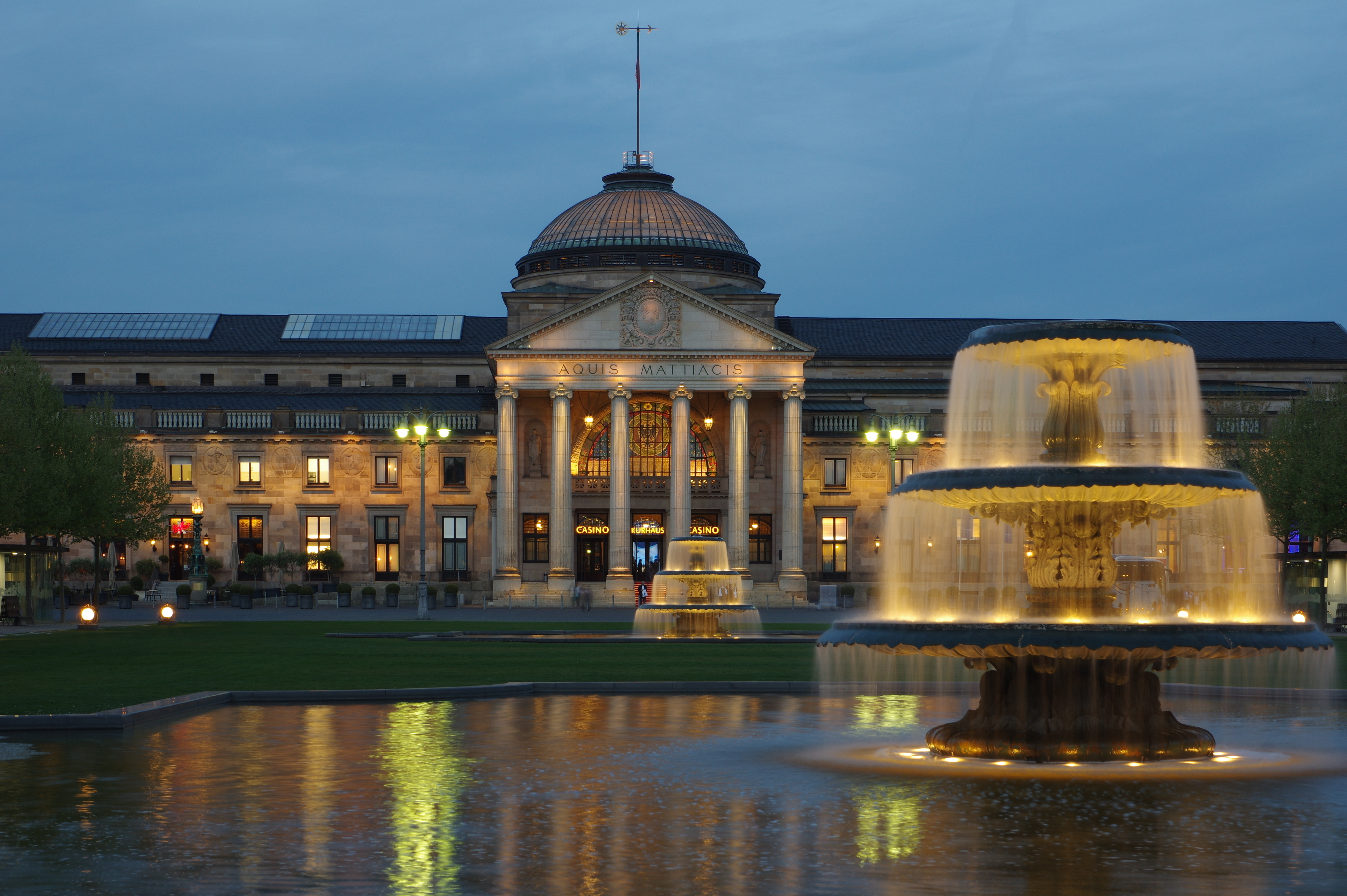
Le Kurhaus (thermes) de Wiesbaden. Avril 2017.

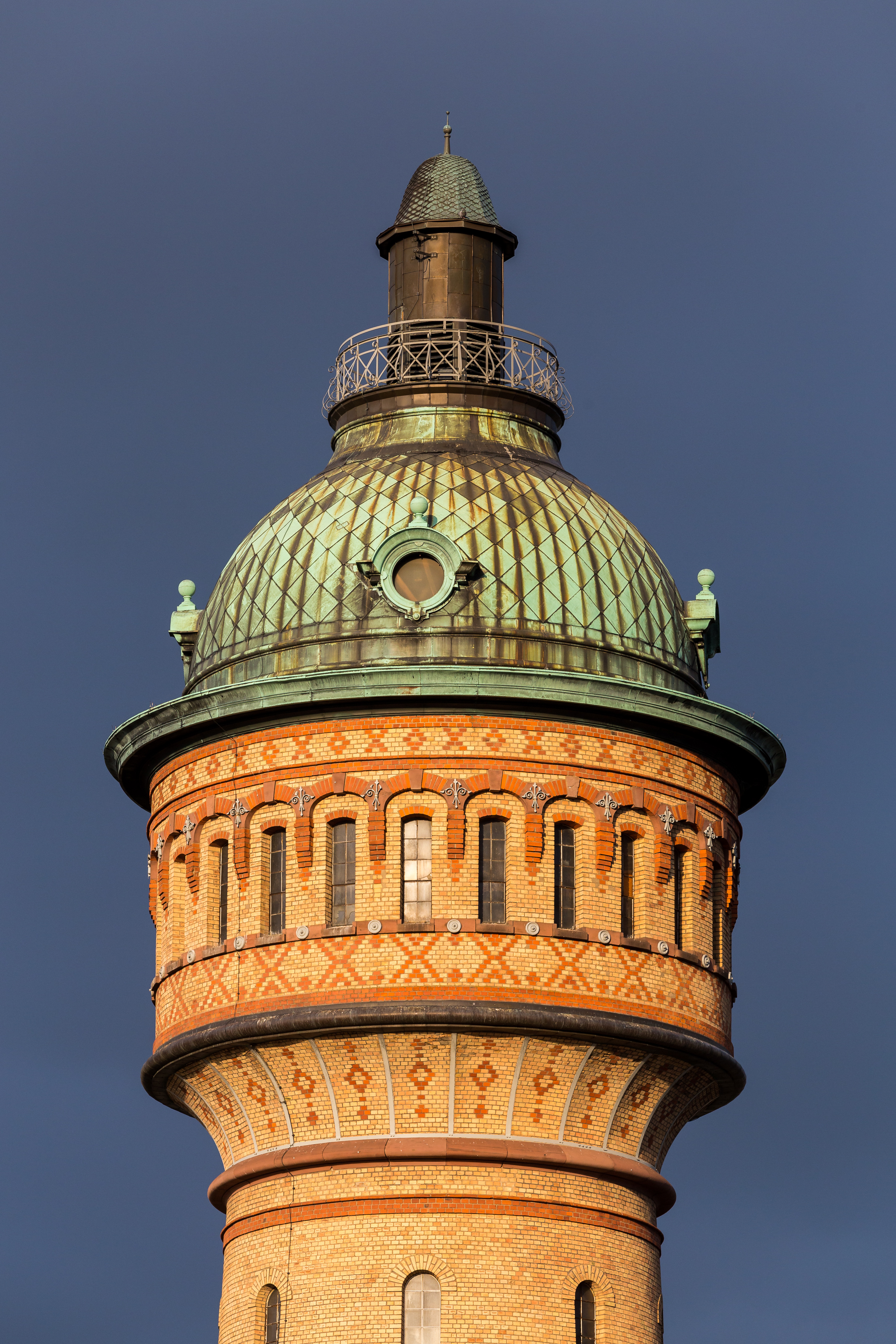
Le Biebricher Wasserturm, à Wiesbaden. Avril 2017.

- L'ancien hôtel de ville (Altes Rathaus)
- L'hôtel de ville (Neues Rathaus)
- La place du château (Schloßplatz)
- La place Louise (Luisenplatz)
- Le château du Parlement de Hesse
- La fontaine Kochbrunnen, la plus connue de la ville, est la réunion de quinze sources. Son eau chaude salée contient du fer, visible aux concrétions rougeâtres qui se déposent dans la vasque en granit.
- Les thermes (Kurhaus) et leur parc (« Kurpark »), aménagés en 1810, ont été reconstruits en 1907.
- Le théâtre national de Hesse (Hessisches Staatstheater) a été construit entre 1892 et 1894.
- Le château de Biebrich.

### Équipements culturels

#### Théâtre

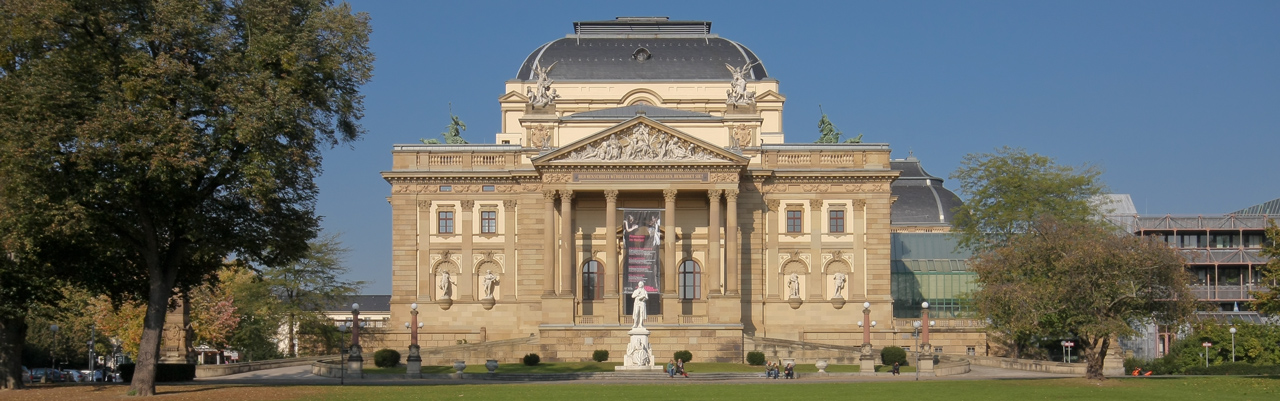
Le Hessisches Staatstheater.

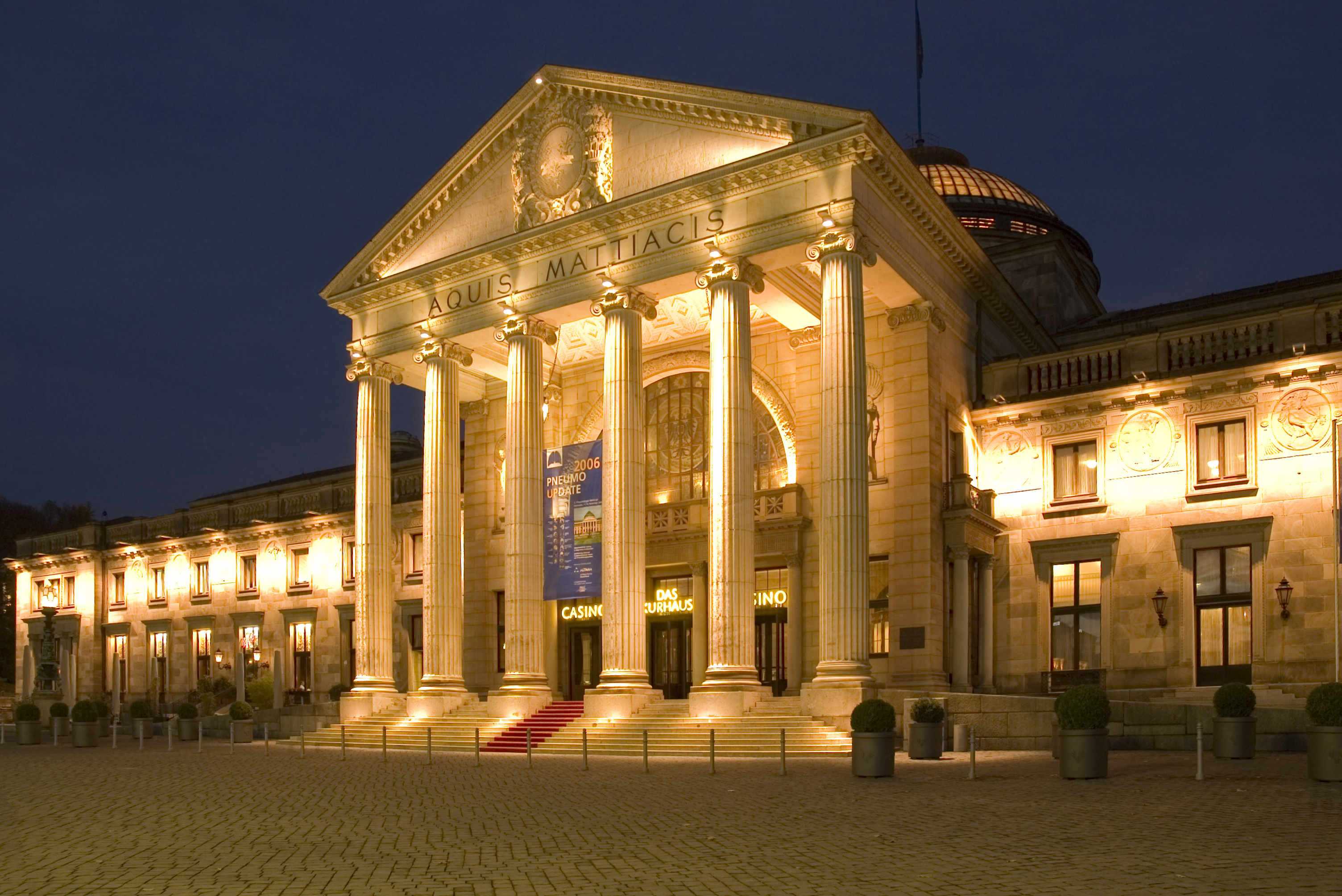
Le Kurhaus.

Le Théâtre de la Hesse est le théâtre le plus important de la ville. Avec 600 collaborateurs, il offre au total cinq plates-formes.
La Rhein-Main-Hallen est souvent le cadre de foires, de concerts, de congrès et autres manifestations.
Le Kurhaus, dans le Casino, abrite deux salles de fêtes.
Le Pariser Hoftheater, le Tattersall, le Thalhaus et le centre culturel Schlachthof sont aussi réputés (fermé).

#### Musées

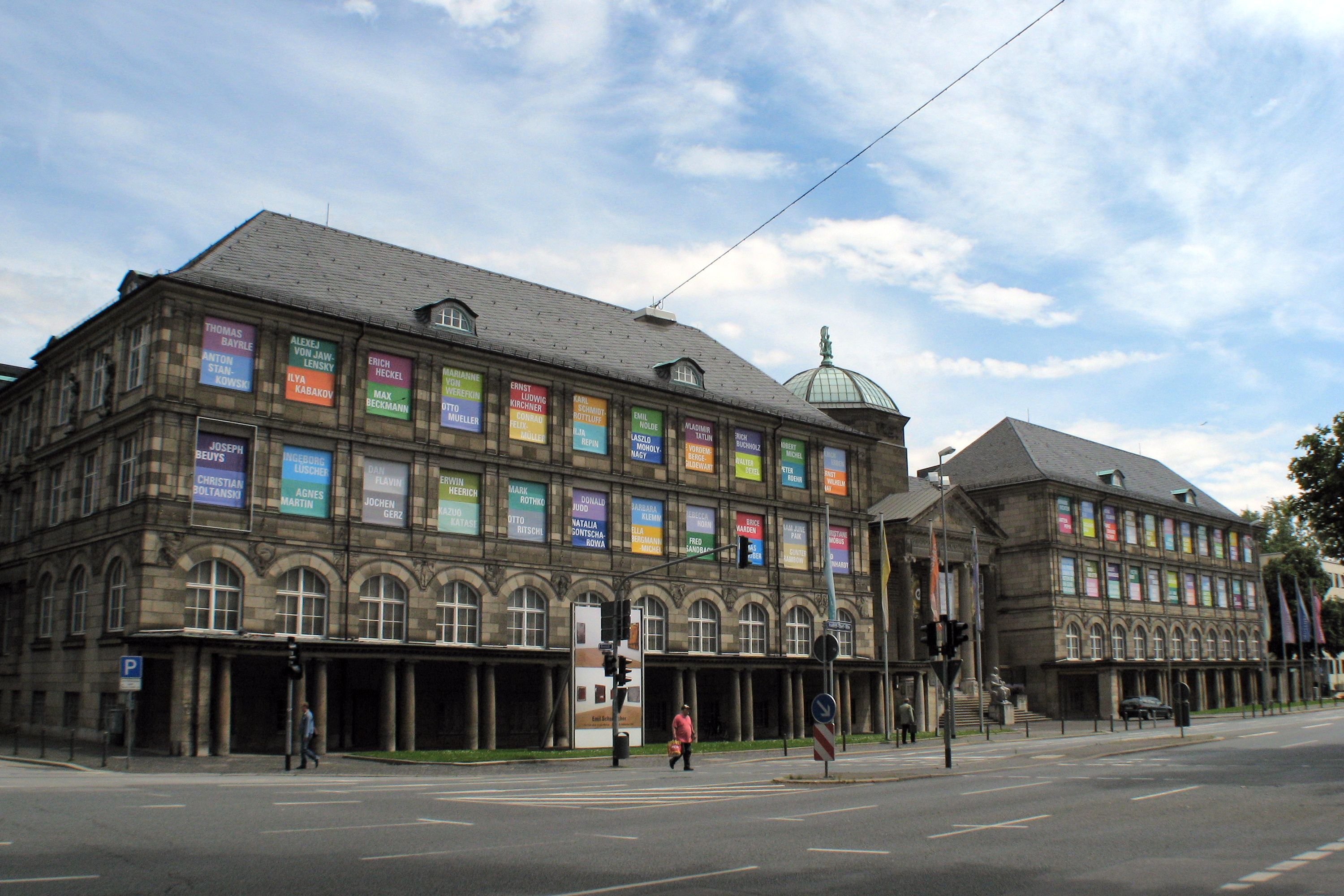
Le musée de Wiesbaden.

Le plus grand musée de la ville, qui est aussi le musée régional de Hesse, est le musée de Wiesbaden. Parmi les pièces les plus importantes du musée, on compte la collection d'art nouveau et de symbolisme de Ferdinand Wolfgang Neess avec de nombreuses œuvres majeures de cette époque, les nombreuses œuvres de l'artiste germano-russe Alexej von Jawlensky et l'une des plus anciennes collections d'insectes avec des papillons de Maria Sibylla Merian ainsi que des oiseaux de la collection Maximilian zu Wied.
En outre, le Stadtmuseum am Markt (sam), le champ d'expérience pour l'épanouissement des sens dans le château et le parc du château de Freudenberg, le musée des femmes, le musée juif allemand (musée actif Spiegelgasse), le musée du château de Sonnenberg, l'Arlequinäum, les salles d'exposition de l'association d'artistes Walkmühle, les musées en plein air avec des pièces de fouilles romaines à Römertor ainsi que quelques musées locaux dans les quartiers de la ville valent le détour.
Depuis août 2019, le museum reinhard ernst, un musée d'art abstrait, est en construction.

#### Bibliothèques
La ville abrite plusieurs grandes bibliothèques. Il s'agit notamment de la bibliothèque de l'Office fédéral des statistiques, la plus grande bibliothèque spécialisée dans les statistiques en Allemagne, de la bibliothèque du Land avec environ 820.000 volumes, des archives de l'État principal de Hesse, qui conservent entre autres des dossiers historiques importants des ministères du Land de Hesse, et des archives de la ville, qui publient elles-mêmes une série de livres mettant en lumière des thèmes historiques et actuels de Wiesbaden.
En outre, Wiesbaden dispose d'une bibliothèque municipale centrale avec huit bibliothèques de quartier, deux bibliothèques mobiles ("bibliobus") et une bibliothèque musicale avec un total d'environ 468.000 livres et médias électroniques. En 2014, la bibliothèque municipale a emménagé dans l'ancienne Mauritiusgalerie et a été regroupée physiquement avec la bibliothèque musicale et le centre de médias sous le nom de médiathèque Mauritius.
La Villa Clementine, située dans la Wilhelmstraße, est utilisée comme maison de la littérature. Le club de presse de Wiesbaden y a son siège et des lectures et autres manifestations littéraires y sont proposées.

### Événements
Du 27 décembre 2018 au 3 janvier 2019, la ville accueille la 17e rencontre espérantophone du nouvel an.

### Citoyen d’honneur
| - 1953 : Carl Schuricht, chef d'orchestre - 1975 : Dr Martin Niemöller, pasteur et théologien |

### Personnalités ayant séjourné à Wiesbaden
- Honoré de Balzac (1799-1850) assiste au mariage de la fille d'Ewelina Hańska, Anna, avec le comte Georges Mniszech le 13 octobre 1846.
- Vladimir Nabokov (1899-1977) y fait de fréquents séjours en villégiature durant son enfance.
- Simone Signoret (1921-1985) actrice, y est née.
- James Peace (*1963), compositeur.

### Personnalités nées à Wiesbaden
- 1833, 19 décembre, Wilhelm Dilthey, † 1er octobre 1911, philosophe, psychologue et pédagogue
- 1861, 10 septembre, Maurice de Brunhoff, éditeur français
- 1874, 27 juillet, Ludwig Hohlwein, † 15 septembre 1949, architecte, designer et affichiste
- 1871, 1er avril, Raoul du Gardier, † 16 octobre 1952, peintre orientaliste, peintre de la Marine
- 1880, 29 juin, Ludwig Beck, † 20 juillet 1944 (assassiné) à Berlin, militaire et résistant
- 1881, 28 octobre, Fritz Spieß, † 19 février 1959 à Hambourg, officier de Marine et hydrographe ;
- 1889, Walther Gerlach, physicien, né à Biebrich (aujourd'hui quartier de Wiesbaden)
- 1892, 4 septembre Helmuth Plessner, † 12 juin 1985 à Göttingen, philosophe, anthropologue et sociologue.
- 1921, 25 mars, Simone Signoret, † 30 septembre 1985 à Autheuil-Authouillet, France, actrice de cinéma franco-allemande
- 1936, 26 février, Karin Dor, actrice de cinéma
- 1939, 31 mars, Volker Schlöndorff, réalisateur
- 1944, 7 juillet, Jürgen Grabowski, footballeur international
- 1949, 30 avril, Dieter Graser, professeur d'allemand
- 1952, 1 août, Bob Hiltermann, acteur et musicien sourd
- 1953, 25 novembre, Monique St. Pierre, Playmate de l'Année 1979
- 1959, 16 février, John McEnroe, joueur de tennis
- 1965, 15 février, Romuald Karmakar, réalisateur et scénariste
- 1966, 15 décembre, Katja von Garnier, réalisatrice
- 1984, 20 janvier, Daniel Roesner, acteur et cascadeur allemand
- 1985, 27 juin, Nico Rosberg, pilote de Formule 1
- 1986, 26 octobre, Schoolboy Q, rappeur américano-allemand
- 1991, 5 juin, Viviane Geppert, animatrice de télévision et mannequin allemande

### Personnalités décédées à Wiesbaden
- 1872, 15 février, Wilhelm Theodor Oscar Casselmann, chimiste et physicien.
- 1881, 25 janvier, Sophie von Hatzfeldt, socialiste allemande.
- 1907, 25 mars, Ernst von Bergmann chirurgien allemand.
- 1924, le 1er mars, Louise de Belgique, fille ainée du roi Léopold II, y est enterrée.
- 1945, 25 avril, Nikolai Yevgenyevich Markov, politicien russe.
- 1976, 20 décembre Hans von Obstfelder General der Infanterie allemand qui a servi au sein de la Wehrmacht pendant la Seconde Guerre mondiale.